# HKM Zvolen
HKm Zvolen je slovenský hokejový klub, který patří mezi nejlepší v slovenské hokejové extralize.

## Sportovní úspěchy
- Vítěz hokejové extraligy po základní částí: 5x (2001, 2002, 2005, 2013, 2021)
- Vítěz slovenské hokejové extraligy: 3x (2001), (2013), (2021)
- 2004 / 2005 vítěz Kontinentálního poháru
- Vítěz hokejového turnaje Rona Cup v roce 2001, 2008.

## Historie názvů
- 1927 – ZTK Zvolen
- 1964 – Lokomotíva Bučina Zvolen
- 1983 – ZTK Zvolen
- 1994 – HK Hell Zvolen
- 1995 – HKm Zvolen
- 2006 – HKM a.s. Zvolen

## Přehled ligové účasti
Stručný přehled
- 1968–1970: Divize – sk. západ (3. ligová úroveň v Československu)
- 1970–1993: 1. SNHL (2. ligová úroveň v Československu)
- 1993–1994: Extraliga (1. ligová úroveň na Slovensku)
- 1994–1997: 1. liga (2. ligová úroveň na Slovensku)
- 1997– : Extraliga (1. ligová úroveň na Slovensku)

Jednotlivé ročníky
Legenda: ZČ - základní část, červené podbarvení - sestup, zelené podbarvení - postup, fialové podbarvení - reorganizace, změna skupiny či soutěže
| Slovensko (1993 – ) |           |        |           |                                                                 |        |
| Ročník              | Soutěž    | Úroveň | ZČ        | Play-off                                                        | Pozn.  |
| 1993/94             | Extraliga | 1.     | 10. místo |                                                                 | Sestup |
| 1994/95             | 1. liga   | 2.     | 2. místo  |                                                                 |        |
| 1995/96             | 1. liga   | 2.     | 2. místo  |                                                                 | Baráž  |
| 1996/97             | 1. liga   | 2.     | 1. místo  |                                                                 | Baráž  |
| 1997/98             | Extraliga | 1.     | 5. místo  | Čtvrtfinále (prohra 2:3 na zápasy s HK Dukla Trenčín)           |        |
| 1998/99             | Extraliga | 1.     | 4. místo  | Semifinále (prohra 0:3 na zápasy s HK Dukla Trenčín)            |        |
| 1999/00             | Extraliga | 1.     | 2. místo  | Finále (prohra 2:3 na zápasy s HC Slovan Bratislava)            |        |
| 2000/01             | Extraliga | 1.     | 1. místo  | Finále (výhra 1:3 na zápasy s HK Dukla Trenčín)                 |        |
| 2001/02             | Extraliga | 1.     | 1. místo  | Finále (prohra 2:4 na zápasy s HC Slovan Bratislava)            |        |
| 2002/03             | Extraliga | 1.     | 2. místo  | Semifinále (prohra 1:4 na zápasy s HC Košice)                   |        |
| 2003/04             | Extraliga | 1.     | 2. místo  | Finále (prohra 2:4 na zápasy s HK Dukla Trenčín)                |        |
| 2004/05             | Extraliga | 1.     | 1. místo  | Finále (prohra 3:4 na zápasy s HC Slovan Bratislava)            |        |
| 2005/06             | Extraliga | 1.     | 3. místo  | Čtvrtfinále (prohra 0:4 na zápasy s MsHK Žilina)                |        |
| 2006/07             | Extraliga | 1.     | 2. místo  | Semifinále (prohra 0:4 na zápasy s HC Slovan Bratislava)        |        |
| 2007/08             | Extraliga | 1.     | 5. místo  | Čtvrtfinále (prohra 2:4 na zápasy s HK 36 Skalica)              |        |
| 2008/09             | Extraliga | 1.     | 3. místo  | Semifinále (prohra 3:4 na zápasy s HC Košice)                   |        |
| 2009/10             | Extraliga | 1.     | 8. místo  | Čtvrtfinále (prohra 1:4 na zápasy s HC Slovan Bratislava)       |        |
| 2010/11             | Extraliga | 1.     | 6. místo  | Čtvrtfinále (prohra 3:4 na zápasy s HC 05 Banská Bystrica)      |        |
| 2011/12             | Extraliga | 1.     | 7. místo  | Semifinále (prohra 0:4 na zápasy s HC Košice)                   |        |
| 2012/13             | Extraliga | 1.     | 1. místo  | Finále(výhra 4:1 na zápasy s HC Košice)                         |        |
| 2013/14             | Extraliga | 1.     | 7. místo  | Čtvrtfinále (prohra 0:4 na zápasy s HK Nitra)                   |        |
| 2014/15             | Extraliga | 1.     | 4. místo  | Čtvrtfinále (prohra 3:4 na zápasy s HK Poprad)                  |        |
| 2015/16             | Extraliga | 1.     | 3. místo  | Semifinále (prohra 3:4 na zápasy s HK Nitra)                    |        |
| 2016/17             | Extraliga | 1.     | 5. místo  | Čtvrtfinále (prohra 3:4 na zápasy s MsHK Žilina)                |        |
| 2017/18             | Extraliga | 1.     | 2. místo  | Semifinále (prohra 2:4 na zápasy s HK Dukla Trenčín)            |        |
| 2018/19             | Extraliga | 1.     | 2. místo  | Semifinále (prohra 3:4 na zápasy s HK Nitra)                    |        |
| 2019/20             | Extraliga | 1.     | 5. místo  | play-off zrušeno kvůli pandemii covidu-19                       |        |
| 2020/21             | Extraliga | 1.     | 1. místo  | Finále (výhra 4:1 na zápasy s HK Poprad)                        |        |
| 2021/22             | Extraliga | 1.     | 2. místo  | Semifinále (prohra 2:4 na zápasy s HK Nitra)                    |        |
| 2022/23             | Extraliga | 1.     | 3. místo  | Finále (prohra 1:4 na zápasy s HC Košice)                       |        |
| 2023/24             | Extraliga | 1.     | 7. místo  | Čtvrtfinále (prohra 1:4 na zápasy s HK Dukla Ingema Michalovce) |        |
| 2024/25             | Extraliga | 1.     | 10. místo | Semifinále (prohra 2:4 na zápasy s HC Košice)                   |        |